# Épouse de Harald Klak
L'épouse de Harald Klak est une reine des Danois qui fut la souveraine consort du roi des Danois Harald Klak vers 826-827. Son nom et ses dates de naissance et de mort sont inconnus. Elle est mentionnée dans des écrits francs de son époque ainsi que dans des chroniques danoises plus tardives, qui racontent son baptême et celui de son époux en 826 à l'abbaye Saint-Alban de Mayence. Elle est la  première reine danoise historiquement attestée.

## Famille
Les informations portant sur cette reine concernent principalement l'année 826, mais à travers son mari et ses enfants, il est possible d'en savoir un peu plus sur la vie et la place de cette reine dans l'Histoire. La date de son mariage à Harald est inconnue, ainsi que ses ancêtres. Harald est roi du Danemark à plusieurs reprises (de 812 à 813, de 819 à 823 et de 826 à 827), et leur fils aîné serait né vers l'an 820, donc même si elle n'est pas explicitement mentionnée ; elle était probablement reine du Danemark entre 819 et 827. 
Il n'y a pas de source mentionnant d'autres reines danoises à cette époque, mais Harald co-gouverne avec d'autres rois lorsqu'il est lui-même roi du Danemark, De 812 à 813, il gouverne avec son frère, Reginfried de Danemark, et par la suite avec des rois d'une autre branche de la famille. 
Le fils aîné de la reine est Godfred, et bien qu'aucun autre nom ne soit mentionné, il est probable que la reine ait eu d'autres enfants. Snorri Sturluson, dans son Heimskringla parle de Thyrni comme la fille de Harald Klak. Snorri ne précise pas l'identité de la mère de Thyrni, mais si Thyrni a existé, il est possible qu'elle soit la fille de la reine.

## Baptême en 826

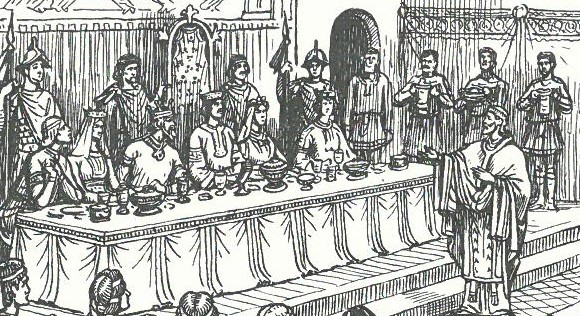
Banquet organisé en 826 par l'empereur Louis après le baptême du roi Harald Klak et de sa famille.
Illustration de l'époque contemporaine (1923).

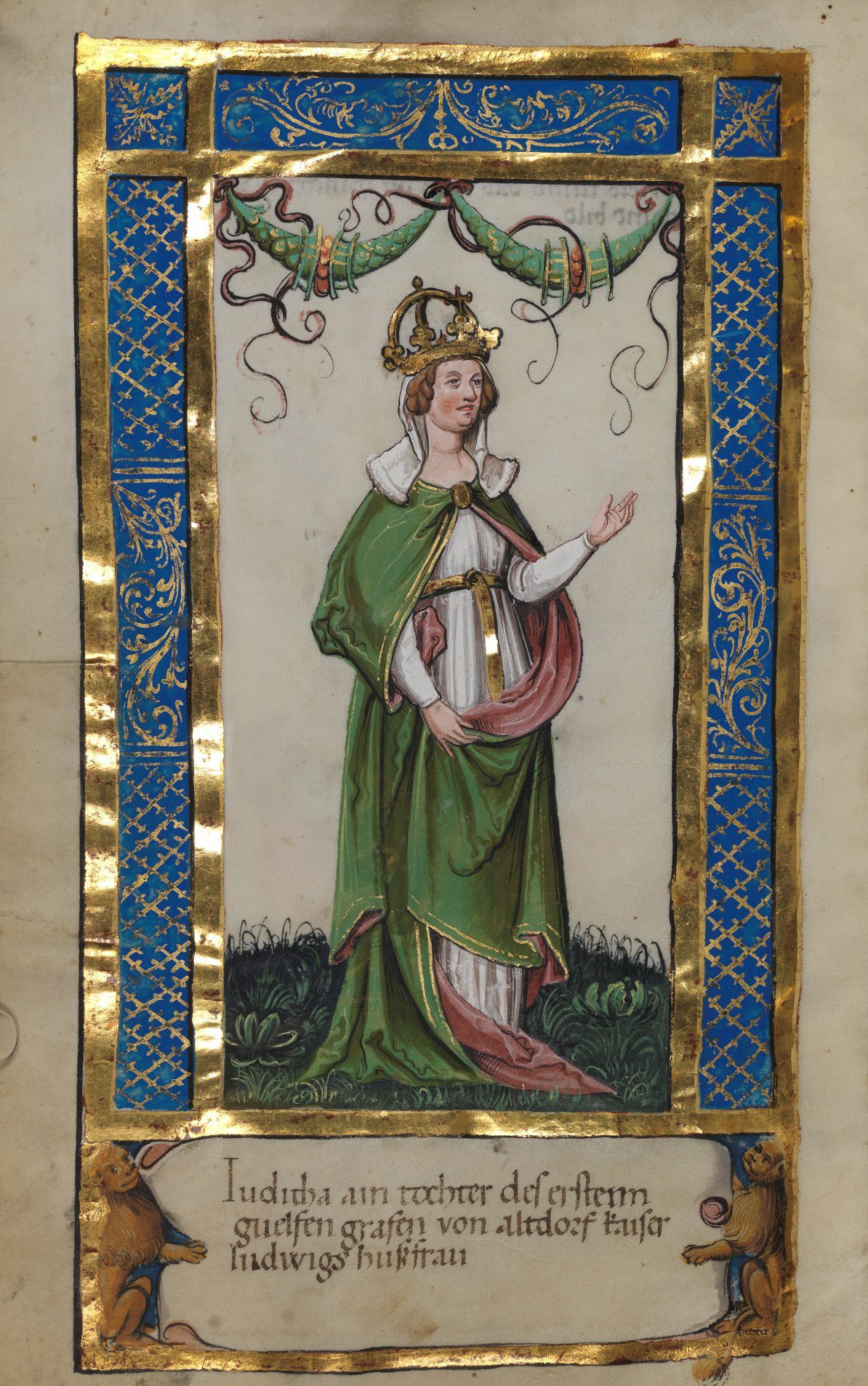
L'impératrice franque Judith de Bavière, qui en 826 a parrainé le baptême de la reine du Danemark à Mayence.
Illustration (~1510).

Harald collabore pendant plusieurs années avec l'empereur franc Louis le Pieux, et en 826 Harald, sa famille et de nombreux membres de l'entourage de Harald sont invités à l'assemblée nationale et au synode d'Ingelheim am Rhein dans le palais impérial. Le 24 juin 826, la famille impériale, le roi danois, sa famille, et tout son entourage se réunissent à l'abbaye Saint-Alban devant Mayence, pour le baptême des Danois présents. L'impératrice Judith de Bavière est la marraine de la reine danoise, l'empereur du roi Harald, et le fils aîné de l'empereur français Lothaire Ier, celui du fils aîné du couple royal danois Godfred Haraldsen. En tant que marraine de la reine danoise, l'impératrice offre à la reine des cadeaux de baptême, comprenant entre autres une robe de style franque ornée de broderies d'or,,. Le baptême est suivi d'une messe, et d'un somptueux banquet. Quelques jours après le banquet, une grande chasse royale est organisée pour toute la compagnie. Les dames de la compagnie montent généralement à cheval lors de ces évenements et la reine y a certainement participé,. 
L'acte de baptême est mentionné dans un certain nombre de sources franques contemporaines. Le plus détaillé est celui d'Ermold le Noir, qui vers 827-828 écrit un long poème rendant hommage à l'empereur Louis dans son Carmen in honorem Hludowici Caesaris, qui est l'une des descriptions les plus détaillées du baptême franc qui nous soit parvenue, et signale la présence de la reine. En 826, le baptême est mentionné dans les Annales regni Francorum , dans le Vita Hludovici  et dans les Annales Xantenses et, plus tard, par Adam de Brême, dans son ouvrage Gesta Hammaburgensis ecclesiae pontificum. Le baptême de la reine et du roi est aussi mentionné dans plusieurs chroniques danoises, comme dans l'ouverture du Chronicon Roskildense datant d'environ 1138.

## Exil
En 827, après une seule année (pour la troisième fois) en tant que roi du Danemark, Harald et sa famille quittent le Danemark où Harald n'est plus soutenu, et s'installent à Rüstringen, qui leur est donné par l'empereur Louis. La reine de Danemark devient donc comtesse lors de sa vie en exil. Son année de mort est inconnue.     